# Sinfonietta (Roussel)
Pour les articles homonymes, voir Sinfonietta.
La Sinfonietta op. 52 est une petite symphonie pour orchestre à cordes d'Albert Roussel composée en 1934. Elle est créée le 19 novembre 1934 par l'Orchestre féminin de Paris dirigé par Jane Evrard.

## Présentation
Appartenant à l'ultime époque créatrice d'Albert Roussel, la Sinfonietta est contemporaine de la quatrième symphonie du compositeur. Écrite durant l'été 1934 à Varengeville, lors d'une période de convalescence (Roussel se remet d'une pneumonie compliquée de jaunisse), la partition est achevée le 6 août 1934. Elle est dédiée à Jane Evrard, qui crée l’œuvre le 19 novembre à Paris, salle Gaveau, à la tête de l'Orchestre féminin de Paris. La création est un succès, au point que l’œuvre est intégralement bissée.

## Analyse
Véritable « condensé de symphonie », la Sinfonietta est une œuvre courte, « d'une fraîcheur étonnamment juvénile, et d'une élégance d'écriture toute « classique » ». Dévolue aux cordes seules, elle est structurée en trois mouvements, dont les deux derniers s'enchaînent :
1. Allegro molto
2. Andante
3. Allegro

Le premier mouvement est en fa majeur à 
. De forme sonate, il « déborde de vie ». Le mouvement central, constitué de 37 mesures, est de caractère grave et mélancolique, avec un chromatisme marqué. S'enchaîne le troisième et dernier mouvement, en ré majeur à 
, qui est construit sur un motif rythmique serré et tendu, de dessin anapestique, et .
L'exécution de l'œuvre dure en moyenne entre huit et neuf minutes.
La Sinfonietta porte le numéro d'opus 52 et, dans le catalogue des œuvres du compositeur établi par la musicologue Nicole Labelle, le numéro L 66.

## Discographie
- L'Orchestre de chambre de la Sarre dirigé par Karl Ristenpart, Les Discophiles Français, 1955 (Grand prix du disque 1956) ;
- L'Orchestre de la Société des concerts du Conservatoire dirigé par André Cluytens, EMI ; réédité dans Albert Roussel Edition, CD 7, Erato 0190295489168, 2019[9] ;
- L'Orchestre national royal d'Écosse dirigé par Stéphane Denève, Naxos 8.572135, 2010[10].